# Delfínovití
Delfínovití (Delphinidae) jsou čeleď řádu kytovců, třídy savců. Jsou příbuzní s narvalovitými a sviňuchovitými.

## Popis
Většina druhů této čeledi se vyskytuje na otevřeném moři, na rozdíl od delfínovcovitých. I když několik druhů, například orcela tuponosá, se zdržuje u pobřeží či v říčních tocích. Typickým znakem je relativně velký mozek a vysoká inteligence těchto kytovců.
Jednotlivé druhy měří od 1,2 metru do 7 metrů a mají hmotnost od 40 kg do 4500 kg. Většina druhů však váží 50 až 200 kg. Vyskytují se celosvětově, nejčastěji v mělkých mořích. Všechny druhy se řadí mezi masožravce. Delfíni plavou rychlostí asi 26 km/h, ale byla už naměřena i rychlost 64 km/h.

## Taxonomie
- Čeleď: delfínovití (Delphinidae)
  - Rod: Steno
    - delfín drsnozubý (Steno bradanensis)

  - Rod: Sousa
    - delfín kamerunský (Sousa teuszii)
    - delfín indočínský (Sousa chinensis)
    - Sousa sahulensis
    - Sousa plumbea

  - Rod: Sotalia
    - delfín brazilský (Sotalia fluviatilis)
    - delfín guayanský (Sotalia guianensis)

  - Rod: Lagenodelphis
    - plískavice saravacká (Lagenodelphis hosei)

  - Rod: Lagenorhynchus
    - plískavice běloboká (Lagenorhynchus acutus)
    - plískavice bělonosá (Lagenorhynchus albirostris)
    - plískavice plochočelá (Lagenorhynchus obliquidens)
    - plískavice tmavá (Lagenorhynchus obscurus)
    - plískavice pestrá (Lagenorhynchus cruciger)
    - plískavice jižní (Lagenorhynchus australis)

  - Rod: Stenella
    - delfín pruhovaný (Stenella coeruleoalba)
    - delfín pobřežní (Stenella attenuata)
    - delfín Grayův (Stenella clymene)
    - delfín dlouholebý (Stenella longirostris)
    - delfín kapverdský (Stenella frontalis)

  - Rod: Delphinus
    - delfín obecný (Delphinus delphis)

  - Rod: Tursiops
    - delfín skákavý (Tursiops truncatus)

  - Rod: Lissodelphis
    - delfínec velrybovitý (Lissodelphis borealis)
    - delfínec Peronův (Lissodelphis peronii)

  - Rod: Cephalorhynchus
    - plískavice strakatá (Cephalorhynchus commersonii)
    - plískavice kapská (Cephalorhynchus heavisidii)
    - plískavice chilská (Cephalorhynchus eutropia)
    - plískavice novozélandská (Cephalorhynchus hectori)

  - Rod: Orcaella
    - orcela tuponosá (Orcaella brevirostris)
    - orcela Heinsohnova = orcela tupoploutvá (Orcaella heinsohni)

  - Rod: Grampus
    - plískavice šedá (Grampus griseus)

  - Rod: Peponocephala
    - elektra tmavá (Peponocephala electra)

  - Rod: Feresa
    - fereza malá (Feresa attenuata)

  - Rod: Pseudorca
    - kosatka černá (Pseudorca crassidens)

  - Rod: Orcinus
    - kosatka dravá (Orcinus orca)

  - Rod: Globicephala
    - kulohlavec černý (Globicephala melas)
    - kulohlavec Sieboldův (Globicephala macrorhynchus)